# Ареваки

Мовна карта Іберії, приблизно 300 рік до н.е.

Ареваки (у грецьких джерелах Arevakos, Arvatkos або Areukas) — плем'я кельтів, що оселилося в центральній Месеті на півночі Іспанії та панувало у більшій частині Кельтіберії з 4-го до кінця 2-го століття до нашої ери. Ваккеї були їхніми союзниками.

## Походження
Ареваки були кельтського походження і належали до групи народів, відомих як кельтібери. Існує величезна кількість доказів того, що предки кельтіберійських груп жили в районі Месети на Піренейському півострові принаймні з 1000 року до нашої ери і, ймовірно, набагато раніше. Деякі вчені вважають, що їхні предки були ранніми носіями «Q-кельтської мови» з Галлії, які мігрували на півострів приблизно в середині 6 століття до нашої ери, прибувши приблизно в той самий час, що й плем'я ваккеї із західної Месети. Це змусило деяких сучасних істориків стверджувати, що ареваки насправді були відгалуженням останніх, отже, їхня племінна назва означає «аре-ваччеї» або «східні» ваккеї. Однак римський географ Пліній Старший наводить альтернативну етимологію, та називає їх Celtiberi Arevaci, додаючи, що вони запозичили свою назву від річки Арева (Araviana), і, таким чином, їхнє ім'я можна перекласти як «ті, що живуть на Areva» або «на Areva».

## Місцезнаходження

Червоним кольором позначено розселення Ареваків

Ядром батьківщини ареваків були сучасні провінції Сорія та більша частина Гвадалахари до витоків Тежу, поширюючись на східну половину Сеговії та південно-східний Бургос, але деякий час вони домінували в частині сусідньої провінції Сарагоса. Вони заснували або захопили кілька важливих міст-держав (Civitates) у північній Кельтіберії, а саме:
- Clunia
- Veluka
- Uxama Argelae
- Termantia
- Savia
- Numantia

Інші міста, які часто згадуються в джерелах, такі як Segovia, Ocilis, Comfluenta, Tucris, Lutia, Mallia, Lagni та Colenda, ще не були знайдені.

## Культура
Вони розділяли з ваккеями таку ж саму соціальну структуру колективістського типу, яка дозволила останнім успішно використовувати площі для вирощування пшениці та трави на західному плато, хоча археологічні дані свідчать про те, що ареваки були переважно скотарями, які практикували відгінне скотарство у низовині верхньої долини Ебро. Вони розводили овець (переважно заради вовни), коней і волів, про що свідчить данина в тридцять аттичних талантів, накладена на Нуманцію і Терманцію консулом Квінтом Авлом Помпеєм у 139 р. до н. у вигляді 3000 бичачих шкур, 800 коней і 9000 саг (вовняних плащів).

### Релігія
Ареваки практикували обряд відродження, виставляючи трупи воїнів, убитих у бою грифам, як описано Силієм Італіком і Клавдієм Еліаном, і засвідчено похоронними стелами та розписною керамікою з Нумантії.